# بدر التمام بنت الحسن
بدر التمام بنت الحسن بن محمد بن الدباس كاتبة شاعرة ذكرها الحافظ محب الدين بن النجار في تاريخ بغداد.